# Wirtinnenvers

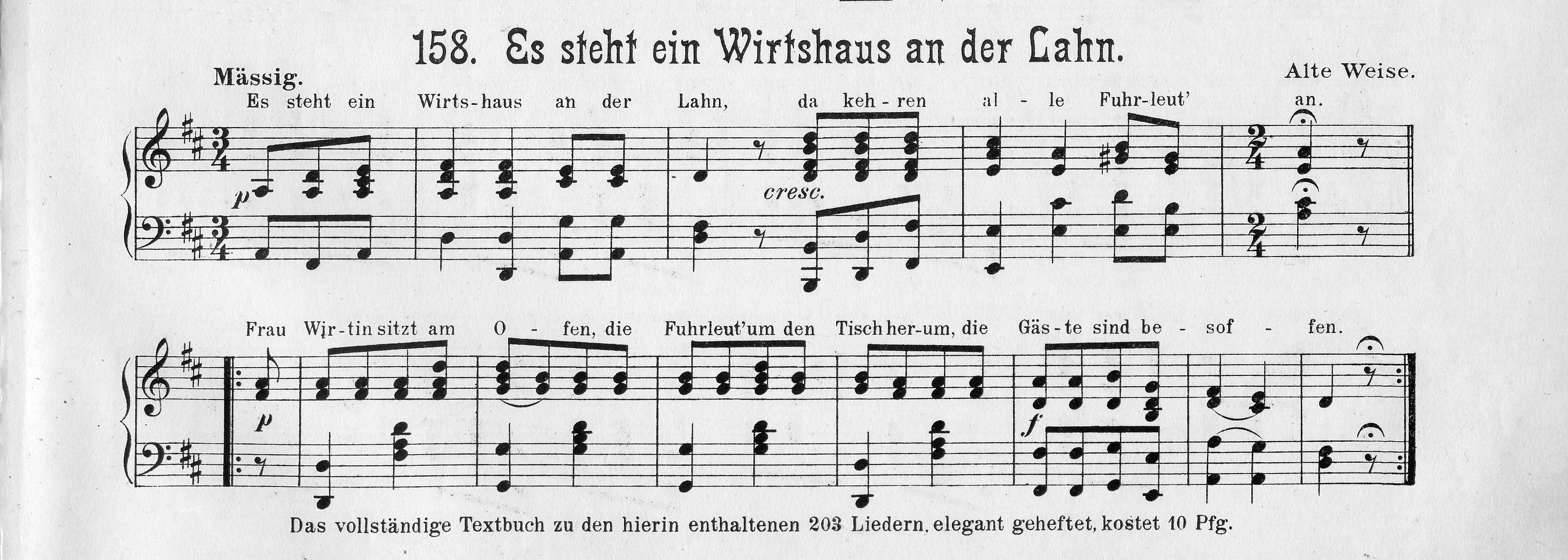
rahmenlos Notenblatt und MIDI-Wiedergabe exakt nach dem Notenblatt (eine Strophe, Tempo 100 MM, Klavier)

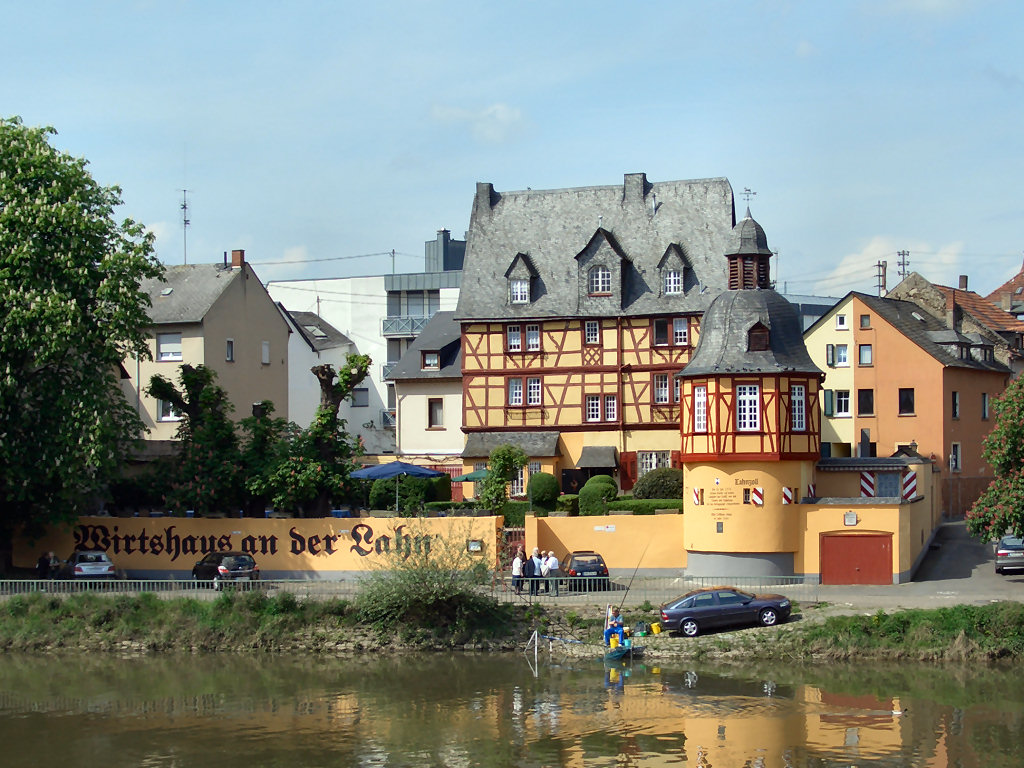
Das Wirtshaus an der Lahn in Lahnstein

Wirtinnenverse (genannt auch „Frau-Wirtin-Verse“) sind Scherz- oder Spott-Gedichte meist derb obszönen oder zotigen Inhalts auf die Melodie des Volkslieds Es steht ein Wirtshaus an der Lahn und in dessen Reimschema.

## Überlieferung
Nach dem Hinweis beim Abdruck in Deutschen Liederhort von Erk-Böhme ist das ein „rheinisches Volkslied“ und „in allen neueren Commersbüchern (studentische Liederbücher (vgl. Kommersbuch)) seit 1840“ vertreten, auch sonst sehr häufig abgedruckt in Gebrauchsliederbüchern seit 1844 (aber nicht in jenen der Jugendbewegung). Varianten des Liedtyps wurden vielfach aufgezeichnet und in verschiedenen Sammlungen und Editionen veröffentlicht seit Kretzschmer/Zuccalmaglio, Band 1 (1840) (dort die Lied-Nummern 14, 107 und 174), das ist Anton Wilhelm von Zuccalmaglio: Deutsche Volkslieder… (nach Vorarbeiten von A. Kretzschmer). Wissenschaftliche Editionen begannen mit Franz Wilhelm von Ditfurth: Fränkische Volkslieder (1855), Band 2, Nr. 343; Ernst Meier (Ernst Heinrich Meier): Schwäbische Volkslieder mit ausgewählten Melodien, Berlin 1855, Nr. 82; Ernst H. Wolfram: Nassauische Volkslieder (Hessen), Berlin 1894, Nr. 419; Augusta Bender: Oberschefflenzer Volkslieder ([Baden] 1902), Nr. 145, bis Sigmund Grolimund: Volkslieder aus dem Kanton Aargau, Basel 1911, Nr. 15, und August Kassel / Joseph Lefftz: Elsässische Volkslieder [, Straßburg 1940], Nr. 50, und öfter.
Johannes Bolte verwies 1902 auf einen ähnlichen Text, auf den auch bereits F. M. Böhme hinwies, „Es steht ein Wirtshaus an den Rhein, da kehren alle Fuhrleut’ ein…“, der vor 1819 belegt ist (nach Böhme „um 1809/1814“) und der offenbar die ursprüngliche Fassung des später stärker erotisch aufgeladenen Textes darstellt. Da geht es u. a. um „schlechten Wein“, um einen Mann, der das Pferd falsch einspannt, um den Sohn, der sein Geld vertut, und um die Magd, die auf Soldaten „wartet“. Von diesem Lied kann das Deutsche Volksliedarchiv (Deutsches Volksliedarchiv) undatierte Liedflugschriften aus dem 19. und 20. Jahrhundert nachweisen, auch einen Liedflugschriftenbeleg, der um 1780 datiert wird.
Während 1893 im Deutschen Liederhort von Erk-Böhme noch die Aussage getroffen wurde, dass das Lied „in allen neueren Commersbüchern seit 1840“ vertreten sei, findet es sich in der Ausgabe Allgemeines Deutsches Kommersbuch von 1926 nicht. Dort ist zwar ein Gedicht ohne Singweise „Es steht ein Wirtshaus an der Lahn“ enthalten, aber es handelt sich dabei um das Gedicht „Reichsritter vom Stein“ von Hermann Grieben aus dem Jahr 1870. Gemeint ist ein Wirtshaus an der Lahn in Nassau, von dem aus der Dichter zum Freiherr-vom-Stein-Denkmal aufgestiegen ist. Das Gedicht hat ein eigenes Reimschema.

## Form

### Versmaß
Die verwendete Strophe ist die Lindenschmidtstrophe. Damit hat ein Wirtinnenvers ebenso wie ein Limerick fünf Zeilen, aber mit dem Reimschema [aabxb]. Während ein Limerick überwiegend aus Amphibracheis besteht (dreisilbig ◡—◡), bevorzugen die Wirtinnenverse Jamben (zweisilbig ◡—). Im Wirtinnenvers enden die a-Zeilen und die Waise (x) männlich, die b-Zeilen weiblich. Ebenfalls abweichend vom Limerick sind in Wirtinnenversen die a-Zeilen und die Waise vierhebig, die b-Zeilen dreihebig.

### Muster
Die erste Strophe lautet:
Es steht ein Wirtshaus an der Lahn.
Da kehren alle Fuhrleut an.
Frau Wirtin sitzt am Ofen,
die Fuhrleut um den Tisch herum,
die Gäste sind besoffen.

## Inhalt

Frau Wirtin hat auch…-Buch aus dem Jahr 1950 in limitierter Auflage unter Bezugnahme auf Bonifacius Kiesewetter

Die Überlieferung lädt zum Improvisieren und Verfassen aufmüpfiger Texte ein. Der Ursprung der ersten Verse dürfte im frühen 19. Jahrhundert liegen. Im Laufe der Zeit wurden Hunderte neuer Strophen hinzugefügt.

### Spottverse
Spottverse können auf allgemeine Typen oder auf einzeln gemeinte Personen gemünzt sein und sind nicht notwendig obszön. Zu öffentlicher Wiedergabe geeignet sind beispielsweise drei Spottverse auf den Anatomie-Professor Spiter, die Curt Goetz in seine Komödie Frauenarzt Dr. Prätorius aufgenommen hat. Der erste geht so:
Es lebt allhier ein weiser Mann,
der, was dir fehlt, ergründen kann.
Er tut dich schön sezieren.
Wenn du von dir was wissen willst,
brauchst du nur zu krepieren.
(Quelle: Curt Goetz: Gesammelte Bühnenwerke. F. A. Herbig (Walter Kahnert), Berlin-Grunewald o. J. (C) Copyright 1937 und 1952 by Curt Goetz: S. 725 f.).

### Zotenverse
Mehr und mehr kam es hauptsächlich darauf an, animalisches und sexuelles Geschehen zu schildern, nicht nur offen schamlos, sondern noch lieber derb übertrieben. Hier ein weniger deftiges Beispiel:
Frau Wirtin hat auch einen Arzt,
der Opernmelodien farzt.
Da ist er Virtuose,
doch wenn er Wagner blasen soll,
dann geht es in die Hose.
Kennzeichnende Beispiele überlässt ein Lexikon besser der mündlichen Weitergabe. Besonders Männer, wenn sie unter sich waren (Militär, Studenten, Handwerker), wollten mit solcher vermeintlichen „Kühnheit“ gegen die sonst gebotene Prüderie aufbegehren. Seit der sexuellen Emanzipation des späten 20. Jahrhunderts besteht an solcher „Entlastung“ kaum noch Bedarf.

### Sonstige
Auch unter deutschen Soldaten im Zweiten Weltkrieg kursierten Frau-Wirtin-Verse, etwa:
Frau Wirtin hatte einen Traum
der war so schön, man glaubt es kaum,
er war wie ein Te Deum:
Sie sah den Führer ausgestopft
im Britischen Museum.

## Belege
- Schallplattenaufnahmen des Liedes mit mehr oder weniger verbrämten Anzüglichkeiten gibt es von den Comedian Harmonists sowie von Will Höhne.
- Film Die Wirtin von der Lahn.
- Trübe Quelle. In: Der Spiegel. Nr. 21, 1967, S. 81 (online – 15. Mai 1967).
- Peter Stähle: Mach nur einen Vers. In: Die Zeit vom 25. Mai 1967
- Das Wirtshaus an der Lahn. Ein Volkslied. Verlag Karl Schustek, Hanau am Main 1966 (Sammlung von Wirtinnenversen mit 8-seitigem Vorwort).
- Hans Günther Bickert, Norbert Nail: Das Wirtshaus an der Lahn: Der legendäre „Gasthof zum Schützenpfuhl“ in Marburg und seine Gäste. Mit einem Beitrag über „Himmelsbriefe“. Büchner-Verlag, Marburg 2019, ISBN 978-3-96317-166-6, S. 17–24 (Zur Geschichte des Lahnwirtshausliedes).
- Norbert Nail: „Es stund ein Gasthof an dem Rhein“. Das Lied vom „Wirtshaus an der Lahn“ neu gelesen. In: Studenten-Kurier. 2–3, 2021, S. 35–37.